# Бісауррі
Бісауррі (ісп. Bisaurri) — муніципалітет в Іспанії, у складі автономної спільноти Арагон, у провінції Уеска. Населення — 226 осіб (2009).
Муніципалітет розташований на відстані близько 420 км на північний схід від Мадрида, 85 км на північний схід від Уески.
На території муніципалітету розташовані такі населені пункти: (дані про населення за 2009 рік)
- Арасан: 26 осіб
- Бісауррі: 86 осіб
- Габас: 33 особи
- Сан-Феліу-де-Вері: 34 особи
- Сан-Мартін-де-Вері: 8 осіб
- Урмелья: 21 особа

## Демографія
Динаміка населення (INE ):